# SN 1988C
SN 1988C – supernowa typu Ia odkryta w styczniu 1988 roku w galaktyce M+07-16-08. W momencie odkrycia miała maksymalną jasność 17,00m.